# 17176 Вікторов
17176 Вікторов (17176 Viktorov) — астероїд головного поясу, відкритий 30 вересня 1999 року.
Тіссеранів параметр щодо Юпітера — 3,657.